# South Santiam River
Der South Santiam River ist ein Fluss im Westen von Oregon. Neben dem North Santiam River ist er einer der beiden Hauptzuflüsse des Santiam River. Er hat eine Länge von ungefähr 97 Kilometern und entspringt in der Kaskadenkette in der Nähe von Corvallis. Bei Cascadia (Oregon) wird er gestaut und bildet so das Foster Reservoir. Kurz vor der Stauung vereinigt er sich mit dem Middle Santiam River.